# 加纳
- 關於法国中部城市Gannat，請見「加纳 (阿列省)」。
- 關於岡比亞西部城市，請見「加納鎮」。
- 關於法国东南部城市Cannes，請見「戛纳」。

加纳共和國（英語：Republic of Ghana），通稱迦納，是位於非洲西部的国家，首都阿克拉。加纳西邻科特迪瓦，北靠布吉納法索，东边是多哥，南边为几内亚湾。

## 國名
Ghana的意思是「戰爭首領」或「戰士」。後來成為中世紀時期西非國家加納帝國君主的頭銜，因此亦解作「國王」。這個帝國大致位於尼日爾河中上游的畿內亞地區（今馬里西南部、塞內加爾東部及茅利塔尼亞南部一帶），與現今的加納國土範圍不同。
中文譯名方面，中国大陆、香港、澳門、马来西亚及新加坡均稱之為「加纳共和國」，簡稱「加纳」；至於台灣則稱之為「迦纳共和國」，簡稱「迦纳」。

## 历史
3～4世纪起，为迦納帝國的一部分；13世纪，阿肯人、莫西人等先后在南北各地建立王国；1471年葡萄牙殖民者侵入，掠夺黄金；沿岸被称为“黄金海岸”。1595年荷兰、英国等纷纷侵入。1844年沿岸被英国占领，1901年全境成为英国殖民地，名為“英屬黃金海岸”。
加纳于1957年3月6日宣告独立，由原英屬黃金海岸和一戰後取自德國的“英属多哥蘭”合併建国，成為非洲英属殖民地中首個獨立的國家。它的首任總理恩克魯瑪於1960年建立加納共和國，並擔任共和國首任總統。
恩克魯瑪是泛非主义主要倡导者之一。他於1966年遭政变推翻後，加納經歷多番政變。1981年宪法撤销，而且禁止组成政党。1992年新立宪法，再次恢復多党制。不少部族依然生活在「無國家社會」狀態。另一些加納人的效忠對象，是一個已經失去實質權力的阿散蒂土王（称为“赫内”，Asantehene），相信世上只有「阿散蒂民族主義」，而沒有「加納民族主義」。
阿散蒂位於加納中南部，原為西非大國，首都位於庫馬西。後來被英國納為殖民地，逐步北上征服阿散蒂，形成今日加納的雛形。阿散蒂土王亦於1902年被逐，但加納一帶變得更難管治，英國人於是在1924年恭迎土王回國，1938年舉行「阿散蒂復國儀式」，恢復「阿散蒂酋長會議」的間接管治。
當加納在二次大戰後獨立期間，英國多次要求阿散蒂另外獨立，並不成功，但阿散蒂土王至今在加納具有崇高地位。阿散蒂王位一脈單傳到今。現任土王奥通富沃·纳纳·奥塞·图图二世在1999年繼位，擁有英國北倫敦複合技術學院(今倫敦都會大學)所授榮譽博士學位，被稱為「現代所羅門王」。

## 地理
沿海与沃尔塔河沿岸为平原、盆地，海滨多沙洲、潟湖；西南部和北部为高原，东南部和中部有山地，海拔600至700米。
加纳离赤道很近，拥有典型的热带气候。大部属热带草原气候，年降水量800至1,200毫米；西南部属热带雨林气候，年降水量1,200至2,200毫米。南部有两个雨季，5月至6月，以及8月至9月。在北部，这两个雨季连成一个。1月至2月时，会刮很干的东北风。
加纳东南部的沃尔特水库是世界上最大的人工湖，从塔馬利市到阿科松博大壩，长达520公里。这个湖现在主要用来发电和内陆水运，也可以用于灌溉和渔业。

## 政治
加纳是英联邦成员国之一。
国家元首和政府首脑是选举產生的总统，拥有行政权。
议会只有一院，由二个主要党组成：新爱国党和全國民主大會黨。

## 行政区划
迦納下分16個大區、275個縣份：
| 大區         | 面積 (km2) | 首府            |                               |
| ------------ | ---------- | --------------- | ----------------------------- |
| 阿哈福大區   | 5,193      | 戈阿索          | 2019年2月起改制之迦納大區分布 |
| 阿散蒂大區   | 24,389     | 库马西          | 2019年2月起改制之迦納大區分布 |
| 博諾大區     | 11,107     | 蘇尼亞尼        | 2019年2月起改制之迦納大區分布 |
| 東博諾大區   | 23,257     | 泰奇曼          | 2019年2月起改制之迦納大區分布 |
| 中部大區     | 9,826      | 海岸角          | 2019年2月起改制之迦納大區分布 |
| 東部大區     | 19,323     | 科福里杜亞      | 2019年2月起改制之迦納大區分布 |
| 大阿克拉大區 | 3,245      | 阿克拉          | 2019年2月起改制之迦納大區分布 |
| 北部大區     | 25,448     | 塔马利          | 2019年2月起改制之迦納大區分布 |
| 東北大區     | 9,074      | 納萊里古        | 2019年2月起改制之迦納大區分布 |
| 奧蒂大區     | 11,066     | 丹拜            | 2019年2月起改制之迦納大區分布 |
| 薩凡納大區   | 35,862     | 達蒙哥          | 2019年2月起改制之迦納大區分布 |
| 上東部大區   | 8,842      | 博爾加坦加      | 2019年2月起改制之迦納大區分布 |
| 上西部大區   | 18,476     | 瓦城            | 2019年2月起改制之迦納大區分布 |
| 沃爾特大區   | 9,504      | 霍城            | 2019年2月起改制之迦納大區分布 |
| 西部大區     | 13,847     | 塞康第-塔科拉迪 | 2019年2月起改制之迦納大區分布 |
| 西北大區     | 10,074     | 威亞索          | 2019年2月起改制之迦納大區分布 |

## 经济

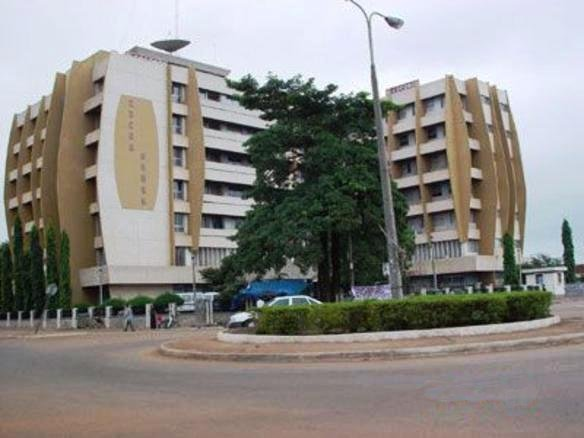
蘇尼亞尼的可可屋

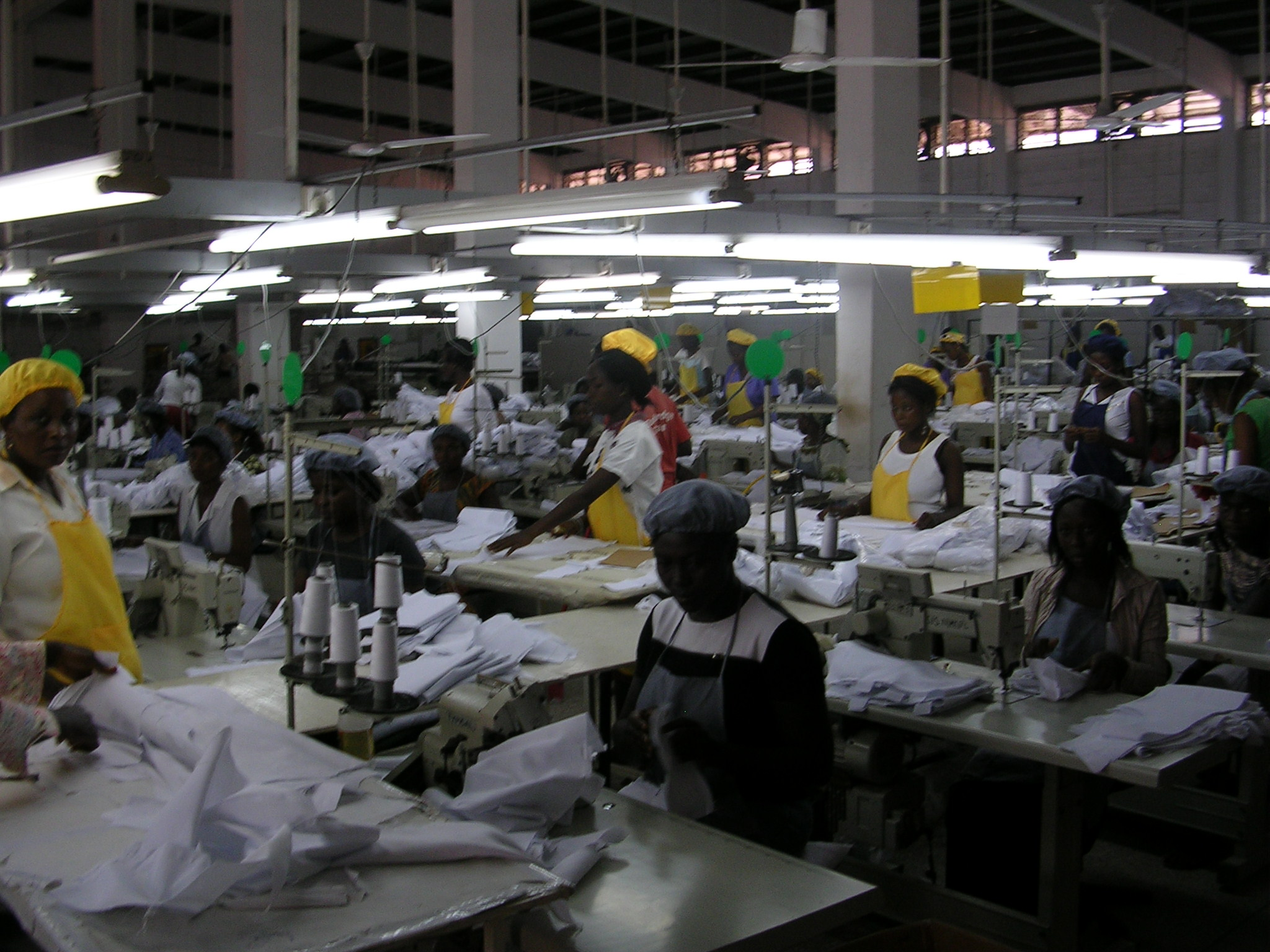
成衣廠

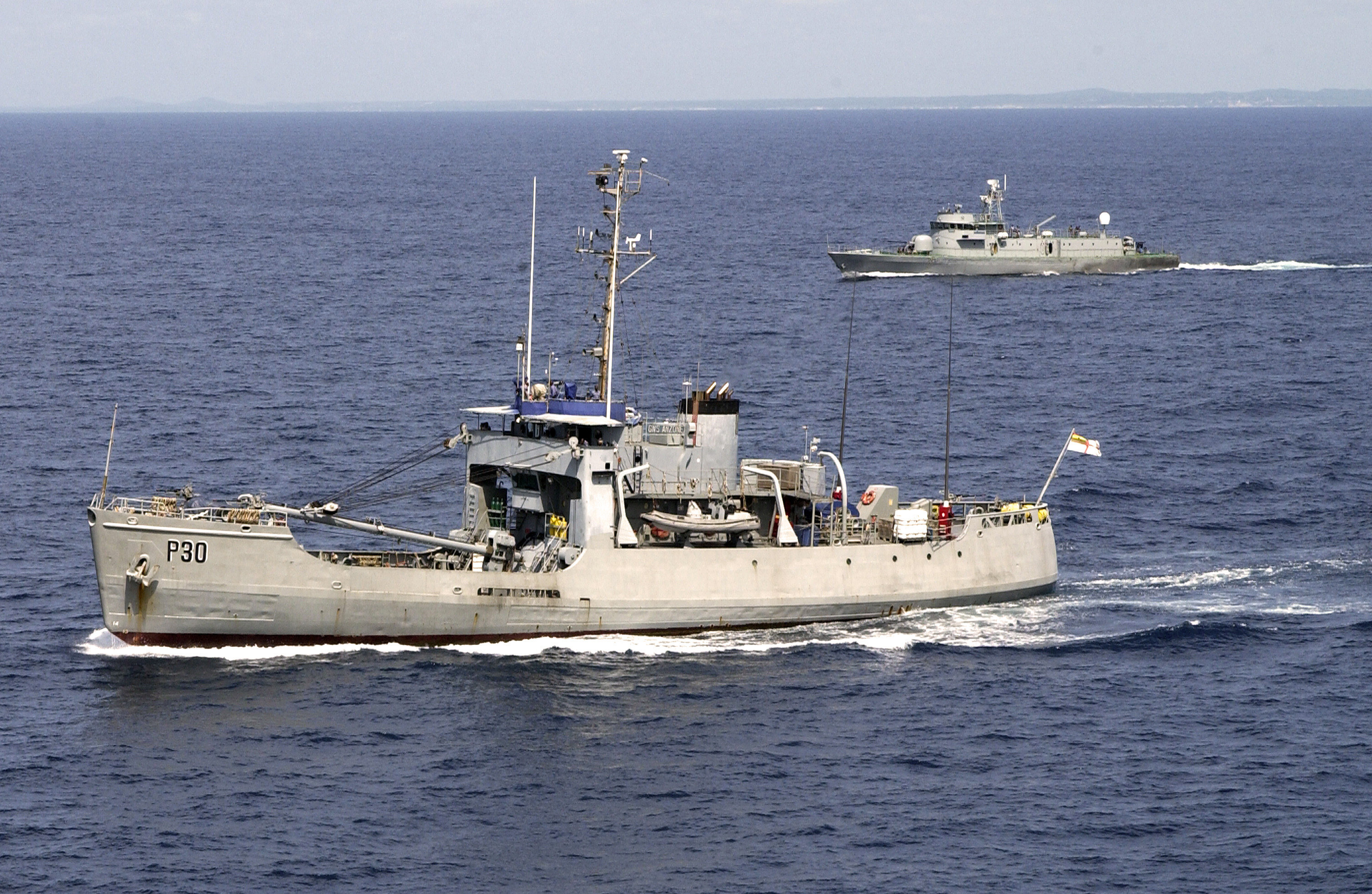
加纳海軍的機槍艇

加纳有着丰富的自然资源，他的人均产出是西非更贫穷国家的2倍。尽管如此，加纳仍然有些依赖于贸易和国际援助，以及海外加纳人对本国的投资。大约有28%的加纳人口生活在国际贫困线以下，日收入仅为1.25美元。而来自世界银行的数据，加纳在过去45年里人均收入仅仅增加了1倍。
加纳以他们出产的黄金而闻名，而现在它仍然是世界主要黄金生产国之一，亦是非洲第二大產金國。其他的出口产品包括可可、木材、电力、钻石、矾土和锰，它们是该国外汇的主要来源。在2007年，据一个报告称该国发现储量接近30亿桶（480,000立方千米）的輕質原油的油田。石油开采正在进行中，石油的储量也在继续增加。
此外，加纳建设了阿科松博大壩，1965年建于沃爾特河之上，为加纳及其邻国提供水力发电。
加纳政府出口的主要农产品是像腰果、可可、豌豆和落花生一类的坚果，以及像色水银等的引申产品和黄金。出口活动由加纳国家农业出口管理局管制，该部门由Antoinette Efua-Addo领导。加纳政府建立这个农业出口机构是为了使非法的黄金、色水银以及可可交易最小化，并且已经促进了经济的增长。
2008年加纳的劳动力总计有1,150万人。经济仍然主要依靠农业，其产值占GDP得37.3%却提供了占劳动力总数56%的就业岗位，农业人口主要以小块土地拥有者为主。制造业在加纳经济中只占很小一部分，2007年其产值只占总GDP的7.9%。
过去军事政府效率低下的经济政策以及未兑现的保持区域和平的承诺使加纳继续出现通货膨胀、财政赤字及加纳塞地的贬值，並日益加深人们对财政紧缩政策的不满。尽管如此，加纳仍然算是全非洲经济结构比较合理的国家之一。
2007年7月，加纳银行开始着手实施重新划定货币面额的试运行阶段，从塞地转变为新的货币：加纳塞地。兑换率为1加纳塞地可兑换原来的1万塞地。加纳银行使用强力媒介去教育民众关于重新划定货币面额的益处。
新加纳塞地相对稳定。2019年与美元的汇率基本维持在5.52：1。增值税在加纳是作为消费税来收取的。税收制度在1998年刚建立时还是单一汇率，而到2007年9月时已经实行多种汇率制了。
在1998年，税率是10%，而到2000年时上调到了12.5%。然而随着2007年第734号法案的通过，3%的增值统一税计划开始在零售和配送行业实施。这就允许零售商的在出售第546号法案下的应征税商品时，可以收取3%的边际成本费，在增值税服务项目上也可以按3%的比例报税。这项措施旨在简化税务系统和加强税务系统的灵活性。
加纳还是一个农业国，全国有60%的农民人口，出产40%的国民生产总值。
加納還是全世界最大的消費電子產品回收國家，其因回收而造成的汙染之大為一般國家的三倍。
加纳目前的黄金开采量超过1990年代初期的5倍。

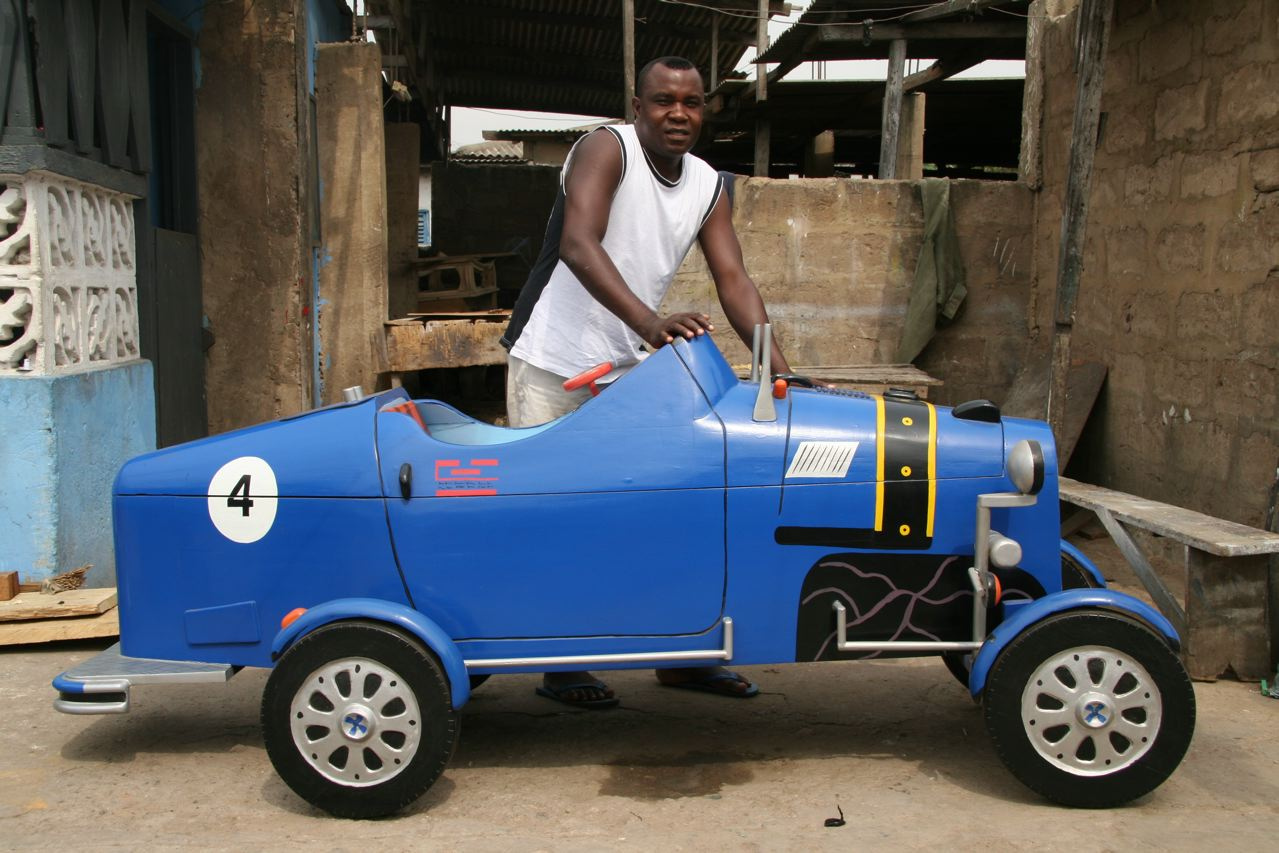
加納車形棺材

加納木匠可按客人的訂造要求造出各種造型的棺材，現在這種加納棺材在國際上已很有名,亦延伸出了黑人抬棺這個網絡迷因並在一定程度上幫助了加納的經濟。
2022年12月，加納財政部發表聲明稱受到2019冠狀病毒病疫情的影響，該國正面臨經濟及金融危機，暫停償還大部分外債，包括歐洲債券、商業定期貸款及大多數雙邊債務。
2024年3月，加纳宣布债务违约后，在相关各方签订保密协议（NDA）后，正式启动与欧洲债券持有人的正式谈判，重组超过130亿美元的国际债券债务。

## 文化
| 日期               | 中文名     | 当地名 | 备注       |
| ------------------ | ---------- | ------ | ---------- |
| 3月6日             | 独立日     |        |            |
| 5月25日            | 全国解放日 |        |            |
| 7月1日             | 共和国日   |        |            |
| 12月的第一个星期五 | 农民节     |        | 1988年开始 |

## 警察
加纳的警察是加纳共和国警察服务。

## 外部連結
- 加纳地图（页面存档备份，存于） - 世界地图（页面存档备份，存于）
- 《世界概况》上有关Ghana的条目 （英文）
- 中的“加纳” （英文）
- 维基导游上有關加纳的旅行指南
- 維基媒體的加纳地圖集  （英文）
- OpenStreetMap上有關加纳的地理